# Juan Ignacio Jasen
Juan Ignacio Jasen Ciccarelli (Bahía Blanca, 10 ottobre 1985) è un cestista argentino con cittadinanza spagnola.